# Liste der Naturdenkmale in Hattersheim am Main
Die Liste der Naturdenkmale in Hattersheim am Main nennt die im Gebiet der Stadt Hattersheim am Main im Main-Taunus-Kreis in Hessen gelegenen Naturdenkmale.
| Bild            | Bezeichnung                                  | Ortsteil, Lage                                                                   | Beschreibung | Art        | Nr. |
| --------------- | -------------------------------------------- | -------------------------------------------------------------------------------- | --- | ---------- | --- |
| Fotos hochladen | Alte Eiche an der Erbsengasse in Hattersheim | Hattersheim, Erbsengasse, bei der Altmünstermühle 50° 4′ 13,8″ N, 8° 29′ 11,8″ O | Die alte Eiche prägt durch ihre weit ausladende Krone den Rand der Altstadt. | Einzelbaum | 42  |
| Fotos hochladen | Eiche an der Hofheimer Straße in Hattersheim | Hattersheim, Hofheimer Straße 50° 4′ 16,7″ N, 8° 28′ 50,2″ O                     | Starke, ortsbildprägende Roteiche, die durch ihre Größe und ihr imposantes Erscheinungsbild weithin sichtbar ist. Von besonderer Bedeutung als prägender Einzelbaum in der geschlossenen Ortslage.                                                                                                   | Einzelbaum | 51  |
| BW              | Pappel am Mainufer in Okriftel               | Okriftel 50° 3′ 7,3″ N, 8° 30′ 17,7″ O                                           | Besonders starker Baum, der aufgrund seines Alters und der landschaftsprägenden Erscheinungsform mit seinem enormen Umfang und seiner kräftig durchfurchten Rindenstruktur sehr aus der Reihe von Pappeln am Mainufer hervorsticht. Der 2004 unter Schutz gestellte Baum musste 2020 gefällt werden. | Einzelbaum | 55  |

## Belege
1. ↑  
Naturdenkmale im Main-Taunus-Kreis (Stand September 2014). (pdf; 18,8 MB) in Umweltbericht Main-Taunus-Kreis 2014. Main-Taunus-Kreis; Der Kreisausschuss; Amt für Bauen und Umwelt, September 2014, S. 30–32, archiviert vom Original (nicht mehr online verfügbar) am 21. April 2016; abgerufen am 17. April 2016.
2. ↑  
Naturdenkmale in Hessen. (pdf; 405 kB) Anlage zu Kleine Anfrage der Abg. Ursula Hammann (BÜNDNIS 90/DIE GRÜNEN) vom 15.04.2011 betreffend Biotopverbund Teil 2 und Antwort der Ministerin für Umwelt, Energie, Landwirtschaft und Verbraucherschutz. Hessischer Landtag, 22. Juni 2011, S. 39–43, abgerufen am 4. Februar 2016.
3. ↑  
Anlage zur Verordnung des Kreisausschusses des Main-Taunus-Kreises, Untere Naturschutzbehörde, abgerufen am 6. Februar 2022.
4. ↑  
Okrifteler Naturdenkmal muss gefällt werden. Hattersheimer Stadtanzeiger, 18. Februar 2020, abgerufen am 6. Februar 2022.

- Karte mit allen Koordinaten:
- OSM |
- WikiMap